# Wohngemeinschaft

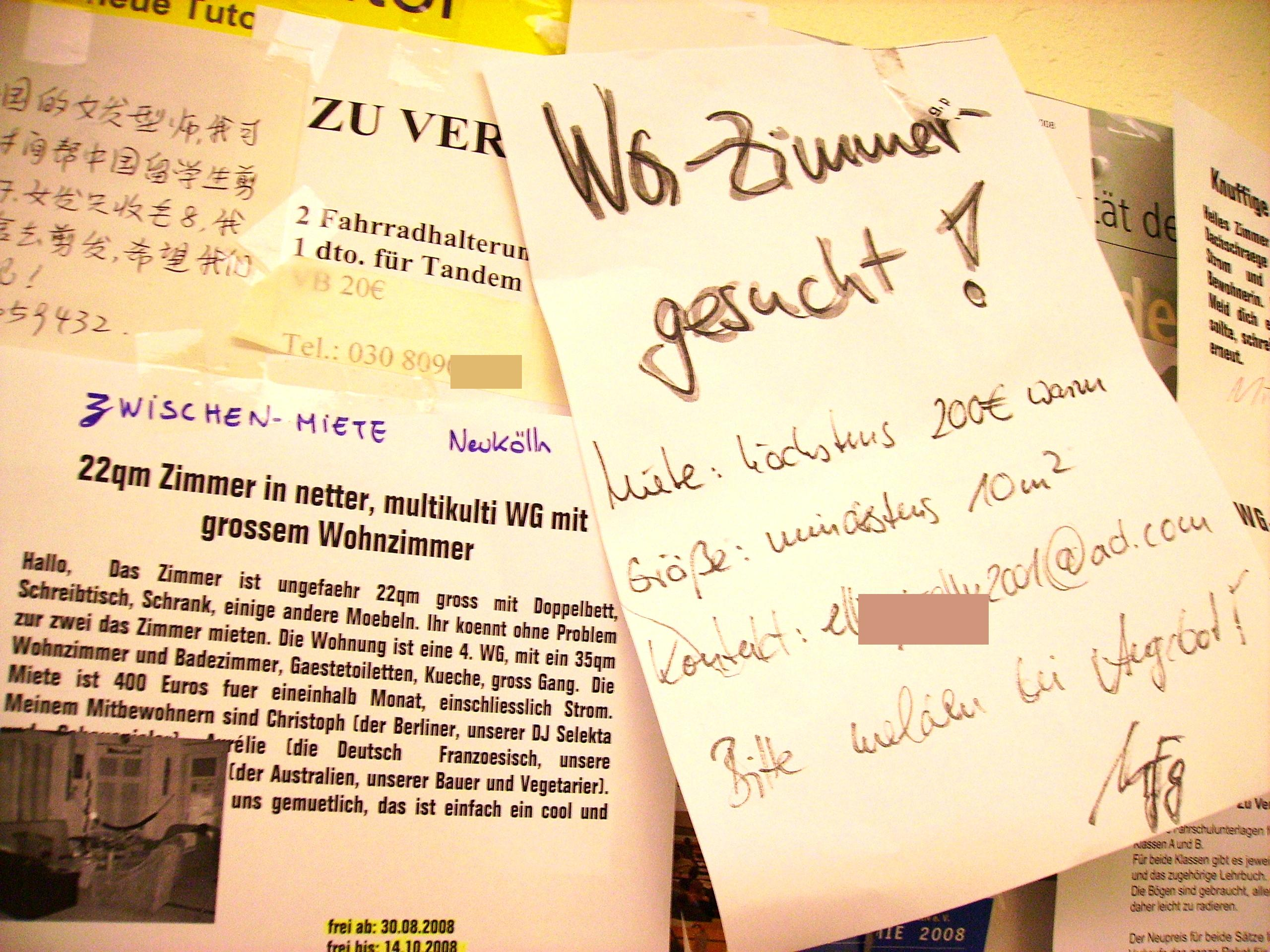
WG-Zimmer-Angebote und -Gesuche an einem Schwarzen Brett in Berlin

Wohngemeinschaft (kurz WG) bezeichnet das Zusammenleben mehrerer Personen in einem gemeinsam genutzten Wohnquartier, die nicht familiär verbunden sind. In der Regel werden Badezimmer, Küche und gegebenenfalls Wohnzimmer gemeinsam genutzt.
Diese Form des Zusammenlebens ist besonders in Nordeuropa, Deutschland, Österreich und der Schweiz verbreitet, wo sich seit den 1960er Jahren insbesondere Studenten zu Wohngemeinschaften zusammenfanden. Niederländische woongroepen („Wohngruppen“) sind teilweise mit kommunitären Lebensgemeinschaften vergleichbar, während Studentenwohnheime studentenhuizen (wörtlich „Studentenhäuser“) genannt werden. Auch in den Campus-Universitäten der USA wohnen die Studenten meist in Wohnheimen zusammen, die sich teilweise als student housing cooperative selbst organisieren. In England bewohnen junge Menschen oft gemeinsam ein Reihenhaus als Hausgemeinschaft.
Wohngemeinschaften, deren Bewohner nicht das Ziel haben, einen geselligen Umgang zu pflegen, werden auch Zweck-WG genannt (nicht zu verwechseln mit funktionaler WG).

## Geschichte
Modelle für Lebensgemeinschaften in Privathaushalten gab und gibt es in allen Kulturen. Den Gedanken, sich außerhalb der familiären Bindung eine Wohnung aus Kostengründen zu teilen, gab es bereits im 19. Jahrhundert. In Russland gab es den Begriff Kommunalka. Ein literarischer Beleg findet sich in den Romanen Arthur Conan Doyles, der den Beginn der Freundschaft zwischen Sherlock Holmes und Dr. Watson als reine Zweck-WG beschreibt. Nach dem Zweiten Weltkrieg waren Wohngemeinschaften in Deutschland gezwungenermaßen recht häufig, da große Teile der Wohnbebauung zerstört waren und zugleich viele Flüchtlinge und Vertriebene aus den ehemaligen Ostgebieten untergebracht werden mussten. Abzugrenzen ist der Begriff jedoch vom Zusammenleben von Verwandten in einer Großfamilie. Im Verlauf des Wirtschaftswunders nahm der Wohnungsmangel in Westdeutschland rapide ab, so dass sich die unfreiwilligen Wohngemeinschaften auflösten. Eine Zunahme gemeinschaftlicher Wohnformen (engl. intentional communities) ist seit den 1960ern zu beobachten. Auch ältere Menschen, die nicht allein sein wollen, leben zunehmend in Wohngemeinschaften und Wohnprojekten.

## Perspektivische Einordnung

### Finanzielle Aspekte
Umgangssprachlich wird die „gewöhnliche“ WG, in der persönliche Beziehungen, gemeinsame Unternehmungen und die Gemeinschaft unter den Mitbewohnern stärker im Vordergrund stehen, von der „Zweck-WG“ unterschieden, deren Bewohner meist aus Gründen der Kostenersparnis zusammenleben und in der das Gemeinschaftsleben eine untergeordnete Rolle spielt.
Studenten und Auszubildende leben oft in Wohngemeinschaften, um sich die Miete zu teilen. Das schließt jedoch gemeinsame Unternehmungen nicht aus.

### Soziologische Aspekte
Eine Zweck-WG kann auch aufgrund ähnlicher Interessen (Studienfach, Beruf usw.) entstehen.
Die Hierarchie in WGs ist meistens flach, unter anderem aufgrund der eher progressiven Nutzergruppen. Jedoch können Alter, Dauer der Zugehörigkeit und vor allem der persönliche Charakter die Stellung der Mitbewohner innerhalb der Gemeinschaft beeinflussen. Der alltägliche Umgang miteinander lässt häufig Freundschaften entstehen. Notwendige Regeln des Zusammenlebens und Pflichten bei der Wohnungspflege können gelegentlich auch Ursache für Spannungen zwischen den Bewohnern sein.
Wenn Menschen unterschiedlichen Alters zusammenleben, spricht man von Mehr-Generationen-Haus oder Mehrgenerationenprojekt, die Gemeinsamkeiten mit den traditionellen Mehrgenerationen-Haushalten der früheren Großfamilien haben können.

### Ökologische Aspekte
Das Zusammenleben in einer Wohngemeinschaft kann wie anderen Wohnformen des Cohousing aufgrund von geteilter Wohnfläche und anderen Aspekten des Commoning zu einer signifikanten Reduktion des Treibhauspotentials und Ressourcenbedarfs führen, was als wesentlich für die Erreichung globaler Klimaziele erachtet wird.

## Arten des Zusammenlebens
Bei Studenten ist ein Grund der häufigere Ortswechsel in dieser Lebensphase, was einem längerfristigen Mietvertrag entgegensteht. Zunehmend leben heute auch Berufstätige in Wohngemeinschaften (Zweck-WG). Besondere Bedeutung hat diese Form für Menschen, die oft den Arbeitsort wechseln und nicht lange in einer Stadt bleiben. Zumeist sind Wohngemeinschafts-Bewohner zwischen Anfang 20 und Anfang 30. Danach löst häufig die Familie oder das Zusammenleben als Paar die Wohngemeinschaft ab.
In einer „WG für Alleinerziehende“ oder auch einer „Wohngemeinschaft mit Kindern“ können sich die Bewohner gegenseitig bei der Kinderbetreuung unterstützen und sich zugleich finanziell entlasten.
Wohngemeinschaften werden auch zur Alternative für das Wohnen im Alter. Die Bewohner von „Senioren-Wohngemeinschaften“ bleiben weiterhin selbstständig, leben aber in Gemeinschaft. Die Bewohner von sogenannten „Plus-WG“ sind jünger als in typischen Senioren-WGs oder dem betreuten Wohnen. Das Plus steht für ein Lebensalter ab 50 Jahren. Während sich in einer klassischen Wohngemeinschaft mehrere Bewohner eine Wohnung teilen, bewohnen die Mitglieder einer „Plus-WG“ häufig jeweils eine eigene Wohnung in einem gemeinsamen Haus als Hausgemeinschaft.
Behinderte Menschen, psychisch Erkrankte sowie hilfebedürftige Senioren wohnen auch in Gemeinschaften mit professioneller Betreuung, die größtmögliche Selbstständigkeit außerhalb von Heimen oder Krankenhäusern ermöglichen. Für Personen mit Altersdemenz existieren sogenannte Demenz-WGs.
Eine spezielle Form bilden Wohngemeinschaften im Rahmen von „Wohnen für Hilfe“-Projekten, bei denen junge Menschen Ältere oder Familien unterstützen und dafür günstigen Wohnraum bei ihnen erhalten. In Mischformen wie etwa den „integrativen Wohngemeinschaften“ für Behinderte und Nichtbehinderte des Trägervereins Gemeinsam Leben Lernen oder den Camphill-Gemeinschaften ist eine teilweise Unterstützung durch Fachkräfte vorgesehen.
Eine entgegengesetzte Ausprägung der Wohngemeinschaft sind sogenannte funktionale Wohngemeinschaften, in denen eine Aufteilung der Zimmer nach ihrer Funktion erfolgt. Die WG-Mitglieder teilen sich hierbei beispielsweise die Schlafzimmer; für Ruhephasen, intime Beziehungen und Sexualität können dedizierte Räume vorgesehen werden. Der Ansatz geht in der Regel mit einer effizienteren Flächennutzung und Kostenersparnis – bspw. durch Ressourcenschonung, da weniger Räume geheizt werden müssen – einher, weshalb er sowohl als eigenmotivierte Praxis des Commoning als auch in prekären Wohnsituationen Anwendung findet. Vielfach können weitere kommunitäre Elemente mit einer funktionalen Aufteilung von Wohngemeinschaften einhergehen (Teilen von Kleidung etc.).

## Begriffliches
Man unterscheidet zwischen einer Wohngemeinschaft, einer Wohnungsgemeinschaft und einer Hausgemeinschaft:
- Zu Wohngemeinschaften in einem erweiterten Sinne zählen neben der WG im engen Sinne auch Wohngruppen sowie das betreute Wohnen.[8]
- Bei der Wohnungsgemeinschaft setzt sich eine Wohnung typischerweise aus mehreren Einzelapartments und einer gleichberechtigt geteilten Gemeinschaftsfläche zusammen, wobei jeder Haushalt mindestens ein privates Bad und häufig auch eine eigene Küchenzeile zur Verfügung hat. Zur Wohnungsgemeinschaft zählen insbesondere Cluster- und Satellitenwohnungen, bei denen der Privatbereich nicht ein Zimmer, sondern auch ein Bad und eventuell eine Kochzelle oder ein weiteres Zimmer umfasst. Der Zusatz Cluster bedeutet, dass mehrere Räume zu privaten Bereichen oder zu abgeschlossenen Mikroappartements gruppiert sind, die sich mit weiteren Clustern gemeinsame Bereiche teilen, etwa einem Wohnzimmer und einer gemeinsamen Küche.[8]
- In einer Hausgemeinschaften werden autark nutzbare Wohnungen um gemeinschaftliche Flächen im Haus ergänzt – typischerweise sind dies ein Aufenthaltsraum und weitere funktionale Räume.[8]

## Rechtliche Aspekte

### Gestaltung des Mietvertrages
Zivilrechtlicher Aspekt: Wohnungsgemeinschaften sind im deutschen Bürgerlichen Gesetzbuch nicht ausdrücklich geregelt. Es kommen verschiedene zivilrechtliche Konstruktionen des Mietvertrags vor.

#### Ein Hauptmieter und Untermieter
Ein Bewohner der WG fungiert als Hauptmieter, der den Mietvertrag mit dem Vermieter schließt. Die einzelnen Mitbewohner schließen mit dem Hauptmieter jeweils einen Untermietvertrag. Dafür bedarf es in der Regel eine Genehmigung des Vermieters, insbesondere wenn der Hauptmietvertrag die Untervermietung ausschließt. Diese Konstruktion räumt dem Hauptmieter eine privilegierte Stellung mit weitergehenden Rechten und Pflichten ein. Er ist der (einzige) Vertragspartner des Vermieters.
Für den Hauptmieter hat diese Konstruktion den Nachteil, dass er alle Pflichten aus dem Mietvertrag erfüllen muss. Er alleine haftet dem Vermieter gegenüber für die Zahlung der Miete, unabhängig davon, ob die Untermieter ihre Miete (rechtzeitig) zahlen oder nicht. Der Hauptmieter trägt meist auch das Haftungsrisiko an der Mietsache und muss für die Einhaltung der Hausordnung durch seine Mitbewohner geradestehen. Der Hauptmieter hat dafür die Möglichkeit zur vereinfachten Kündigung der Untermietverträge und ist in der Gestaltung der Untermietverträge relativ frei, wobei er zum Beispiel auch eine Kaution verlangen kann.
Die Untermieter haben bei einer solchen Konstruktion den Vorteil, dass sie nur für ihren eigenen Mietanteil haften. Indes hat der Untermieter den Nachteil, dass er dem Vermieter gegenüber keinerlei Wohnrecht hat, wenn der Hauptmietvertrag gekündigt wurde oder ausgelaufen ist.
Der Vermieter hat z. B. bei einem Untermieterwechsel einen festen Ansprechpartner für die Mietzahlungen.
Schwierigkeiten können bei einem Wohnungswechsel des Hauptmieters entstehen. Zieht der Hauptmieter aus, wollen die Untermieter aber weiterhin die Wohnung bewohnen, muss entweder ein neuer Vertrag mit dem Vermieter geschlossen werden oder einer der Untermieter tritt in den bestehenden Hauptmietvertrag ein. Aufgrund der allgemeinen Vertragsfreiheit ist der Vermieter nicht verpflichtet, einen neuen Vertrag mit einem der Untermieter abzuschließen oder der Vertragsübernahme (Eintritt) zuzustimmen. Es ist ratsam, schon vor Abschluss des Hauptmietvertrages mit dem Hauptvermieter eine Eintrittsklausel zugunsten der Untermieter zu vereinbaren und in den Vertrag aufzunehmen. Nach österreichischer Rechtslage ist ferner eine Vertragsübernahme ebenso zu vergebühren wie der Abschluss eines neuen Mietvertrages, was in der Regel vom Mieter zu übernehmen ist und einige hundert Euro ausmachen kann.

#### Mehrere Hauptmieter in einem Mietvertrag
Alle Bewohner der WG sind Hauptmieter. Damit haben alle die gleichen Pflichten gegenüber dem Vermieter. Entscheidungen der Mieter sind in der Regel gemeinsam und einstimmig zu fällen. So muss etwa die Kündigung gemeinsam erfolgen. Ein einzelner Mitbewohner kann den Mietvertrag nicht kündigen. Sollte nur ein Mitbewohner ausziehen wollen, kann eine Abänderungsvereinbarung („X tritt für Y in den bestehenden Mietvertrag ein“) getroffen werden. Da eine solche der Mitwirkung oder Zustimmung des Vermieters bedarf, kann sie sich schwierig gestalten.
Laut einiger Gerichtsurteile muss der Vermieter grundsätzlich einem Austausch der Hauptmieter in einer Wohngemeinschaft zustimmen. Laut BGH-Urteil haben die Mitglieder einer Wohngemeinschaft keinen generellen Anspruch auf Zustimmung des Vermieters zum Austausch einzelner Mieter; unter Umständen kann ein Mietvertrag aber auch so auszulegen sein, dass ein Anspruch auf einen Mieterwechsel bestehen soll – etwa wenn, wie im Falle einer Studierenden-WG, Anhaltspunkte ersichtlich sind, dass die Wohngemeinschaft auf einen häufigen Mitgliederwechsel angelegt war.
Im Übrigen haftet jeder einzelne Hauptmieter gesamtschuldnerisch gegenüber dem Vermieter, das heißt für die gesamte Wohnungsmiete.

#### Einzelne Mietverträge mit jedem Bewohner
Der Vermieter schließt mit jedem Bewohner einzeln einen Mietvertrag ab, etwa über ein einzelnes Zimmer in einer Mehrzimmerwohnung mit anteiliger Benutzung von Küche und Bad. Folglich haftet auch nur jeder Mitbewohner für sich selbst. Wenn keine anderweitige Regelung zur Auswahl der nachfolgenden Mieter in den Mietverträgen enthalten ist, könnte der Vermieter theoretisch alleine über die Zusammensetzung der Wohngemeinschaft entscheiden. In der Praxis vergeben viele Wohngemeinschaften freiwerdende Zimmer selbstständig und ohne den Vermieter zuvor zu informieren. Der Vermieter kann die Entscheidung der verbleibenden Bewohner akzeptieren, muss es aber nicht. Er hätte die Möglichkeit, dem neuen Mitbewohner einen Vertrag zu verweigern oder nach zuvor erfolgter Abmahnung unter Umständen auch der gesamten Wohngemeinschaft zu kündigen.

### Ehen und Lebensgemeinschaften
Für Ehen und sonstige Partnerschaften gilt regelmäßig, dass sie nicht unter den Begriff der „Wohngemeinschaft“ fallen. Kurzfristiger Besuch oder die Aufnahme eines Familienmitglieds ebenso nicht. Der Ehegatte darf jederzeit beim jeweiligen Partner einziehen und das auch ohne Zustimmung des Vermieters. Für die Aufnahme nichtehelicher Partner ist die Zustimmung des Vermieters erforderlich, die dieser aber unter Umständen wegen eines berechtigten Interesses erteilen muss.
Für eine nicht-eheliche Lebensgemeinschaft ergibt sich jedoch das Problem, dass der Partner, welcher nicht Vertragspartner ist, in einer rechtlichen Abhängigkeit vom anderen Partner steht.
Der Partner, der Hauptmieter ist, kann von dem anderen verlangen, aus der Wohnung auszuziehen (z. B. bei einer Beendigung der Partnerschaft).
Bei der Trennung bzw. Scheidung von Ehegatten entscheidet das Gericht, welchem Ehegatten die Wohnung zugewiesen wird, falls sich die Ehegatten nicht einigen können.

### Rechtliches Verhältnis der Mitbewohner zueinander
Die an einer Wohngemeinschaft beteiligten Mitmieter bilden wohl regelmäßig eine BGB-Innengesellschaft. Der hierfür erforderliche gemeinsam verfolgte Gesellschaftszweck besteht darin, die angemietete Wohnung gemeinsam zu bewohnen.
Aus dem meist nur konkludent, also stillschweigend geschlossenen Gesellschaftsvertrag ergeben sich einzelne Rechte und Pflichten der Mitmieter untereinander.
So ist gerade in dem Fall, dass alle Mitmieter Hauptmieter sind, eine interne Vereinbarung darüber denkbar, wer welchen Anteil an der Gesamtmiete aufbringen muss. Eine solche Vereinbarung ändert nichts an der Haftung im Außenverhältnis (bei Hauptmietern gesamtschuldnerische Haftung), sondern entfaltet nur interne Wirkung. Als Beispiel kann etwa die Pflicht zur Befolgung eines gemeinsamen Putzplans genannt werden. Auch wechselseitige Schutzpflichten im Sinn von § 241 Abs. 2 BGB ergeben sich aus dem Gesellschaftsvertrag.

## Statistische Erhebungen
Die Bundesrepublik Deutschland führt in ihren Jahresberichten zur amtlichen Bevölkerungsstatistik keine genauen Erhebungen über Wohngemeinschaften. Wohngemeinschaften werden im Mikrozensus als mehrere Ein-Personen-Haushalte erfasst. Somit können keine verlässlichen Daten zur Verbreitung und Bedeutung von Wohngemeinschaften und Singlehaushalten in Deutschland bereitgestellt werden.
Lediglich für spezifische Gruppen der Bevölkerung ist der Anteil der in Wohngemeinschaften lebenden Menschen erfasst. So kommt beispielsweise die 17. Sozialerhebung des Deutschen Studentenwerks zu dem Ergebnis, dass im Jahr 2003 etwa 22 Prozent der Studierenden (bei einer Gesamtzahl von 2 Millionen Studierenden sind dies etwa 445.000) in der Bundesrepublik Deutschland in Wohngemeinschaften lebten.
In den letzten Jahren war eine Zunahme der in Wohngemeinschaften lebenden Menschen zu verzeichnen. Im Jahr 2017 wohnten in Deutschland 4,92 Millionen Personen in Wohngemeinschaften.